# Мугай
Муга́й (рос. Мугай) — село у складі Махньовського міського округу Свердловської області.
Населення — 565 осіб (2010, 660 у 2002).
Національний склад населення станом на 2002 рік: росіяни — 93 %.